# Francesc I Crispo d'Ios
Francesc I Crispo d'Ios era fill de Marc I Crispo. Fou senyor d'Ios on va succeir al seu germà Jaume I Crispo d'Ios. Més tard (1480) fou senyor de Santorí.
Es va casar el 1473 amb Lucrècia Loredano de Venècia i va morir el 1494. El va succeir el seu fill Marc II Crispo.